# Juraj Križanić
Juraj Križanić (Obrh, malo naselje kod Ribnika, između 1617. i 1619. – Beč, 12. rujna 1683.), bio je hrvatski svećenik, teolog, pisac, jezikoslovac, glazbenik, političar te zagovornik crkvenog i slavenskog jedinstva.

## Životopis
Juraj Križanić se rodio između 1617. i 1619. godine, po nekim izvorima potkraj 1617. odnosno tijekom 1618. godine, od oca Gašpara Križanića i majke Suzane rođene Oršić, u plemićkoj kuriji Obrh, koja je pripadala župi svetoga Ilije u Lipniku. Križanići su bili mali plemići koji su imali imanja u Nebluju, između Bihaća i Korenice, a početkom 16. stoljeća, zbog turskih navala, došli su u Pokuplje. Križanić je završio ili Klasičnu gimnaziju u Zagrebu ili sličnu isusovačku gimnaziju u Ljubljani, a filozofiju je studirao u Grazu, bogosloviju u Bologni i Rimu gdje je i doktorirao. U Rimu stupa u Collegium graecum, Grčki zavod sv. Atanazija gdje proučava grčki jezik i književnost te potanko proučava crkveni raskol i rusku povijest. Godine 1642. vraća se u Hrvatsku gdje boravi do 1646. godine kao župnik u Nedelišću (1643. – 1644.) i Varaždinu (1645.), a 1646. godine putuje preko Beča i Varšave po prvi put u Rusiju. U Moskvu stiže potkraj listopada 1647. godine i tu ostaje nepuna dva mjeseca, a zatim se vraća u Poljsku i putuje po Europi. Od listopada 1650. do svibnja 1651. godine nalazi se na putovanju za Carigrad. Godine 1652. ponovno dolazi u Rim, stupa u Zavod sv. Jeronima i unatoč izričitoj papinoj zabrani po drugi puta putuje u Rusiju. U Moskvu stiže potkraj rujna 1650. godine, te se vraća u Rim gdje je dvije godine (1656. – 1658.) boravio u teutonskom zavodu Campo Santo u neposrednoj blizini bazilike Sv. Petra. Nakon ponovnog putovanja u Rusiju, 8. siječnja 1661. godine prognan je carskim ukazom u Sibir. U progonstvu u gradu Tobolsku proveo je punih petnaest godina, do 1676. godine kada je poslije smrti cara Alekseja pomilovan. U listopadu 1677. godine definitivno napušta Rusiju, dolazi u Vilno, gdje – kako ne bi umro od gladi – stupa u dominikanski red. Otada pa sve do svoje smrti progone ga i onemogućavaju mu književni rad jer mu kao Slavenu i rusofilu ne vjeruju. Juraj Križanić poginuo je 12. rujna 1683. godine u redovima poljske vojske kojoj se pridružio za osmanske opsade Beča.

## Idejna i politička borba
Križanić se smatra jednim od najranijih pristaša panslavenstva. Idejama o ekonomskoj i političkoj nezavisnosti, o ubitačnosti vjerskog razdora i zloupotrebe Crkve, kao i pogledima na rad, ekonomiju i državnu upravu Križanić je jedinstvena pojava unutar hrvatske književnosti u 17. stoljeću. U svojim političkim istupima otvoreno je propovijedao opravdanost buna i ustanaka protiv okrutnosti i tiranstva ruskog cara i njegove vlade. Naime, Križanić je želio moćnu, u smislu kasnijeg prosvijećenog apsolutizma, organiziranu rusku državu kao protutežu i branu Nijemcima koje je smatrao glavnim i najopasnijim neprijateljima svih Slavena. Na Nijemce se žestoko obarao zato što su stoljećima nastupali ekspanzionistički i osvajački prema slavenskim narodima, nastojeći podjarmiti i porobiti ih. Križanić je smatrao da je vjerski raskol za Slavene besmislen i štetan jer su ti vjerski sukobi upereni na međusobno upropašćivanje i uništavanje i upozoravao je na to da oni koji među slavenskim narodima podržavaju vjerski razdor njima žele toliko dobra koliko vuci ovcama. Pravoslavno svećenstvo ga je optuživalo da je plaćeni agent Rima koji u interesu Katoličke Crkve radi na pokatoličenju Rusa i ostalih pravoslavnih Slavena. Križanić je u svojim političkim pogledima uvijek stavljao nacionalne interese iznad crkvenih, a kada se radilo o nezavisnosti slavenskih država (Poljske i Rusije) odlučno je ustajao čak i protiv pape. U političkom djelovanju također se zalagao za socijalnu pravdu, ravnopravnost žena i dr. Okomio se i na plemiće opisujući ih: 
...nema veće nepravde od one koju čine ovakvi ljudi, koji ne pridonose nikakve koristi općem narodnom dobru, a služe se više od drugih i samo na svoju korist najboljim narodnim dobrima...
Križanić visoko cijeni rad i smatra ga jedinim opravdanim izvorom stjecanja: Nepravedna je svaka dobit koja nije stečena bez muke, bez znoja i bez utrošena vremena ili koja je stečena nepravično, otimačinom ili na prijevaran način. Bio je protivnik mnogih crkvenih praznika za koje je smatrao da upropaštavaju i osiromašuju narod. U svojim političkim viđenjima razlikovao je pravedne, opravdane ratove od nepravednih: 
Svaki kralj dužan je brinuti se da pribavi svojemu narodu mir ili spokojnost, a svaki kralj nije dužan voditi ratove, ako ne bude napadnut sa strane.

## Gramatično izkazanje
Hrvatskomu je jezikoslovlju osobito zanimljiv zbog svoje gramatike Gramatično izkazanje ob ruskom jeziku, napisane u Tobolsku 1665. godine. Riječ je o posve usamljenom književnojezičnom pokušaju, gramatici koja se odnosi na jezik ozaljskoga kruga, trodijalekatnu čakavsko-kajkavsko-štokavsku stilizaciju koju su u 17. stoljeću njegovali ljudi od pera, književnici i leksikografi na posjedima Zrinskih i Frankopana, sa središtem u Ozlju: otuda i naziv ozaljski književno-jezični krug. Posebnost je toga jezika opisao Juraj Križanić u svojoj gramatici. Vremenski, ta se gramatika smješta iza Kašićeve hrvatske i Mikaljine talijanske i zapravo je druga gramatika hrvatskoga jezika. Međutim, do hrvatskoga jezika u Križanićevu Gramatičnom izkazanju treba doprijeti rekonstrukcijom jer je riječ o općeslavenskoj gramatici s primjerima iz svih slavenskih jezika, a na hrvatski se u njoj upozorava ako odstupa od Križanićeva općeslavenskoga sustava. Kada se iz Gramatike izdvoji sve što je po hervatsku moguće je rekonstruirati hrvatski jezik Križanićeva doba, a to je prema rekonstrukciji Milana Moguša jezik ozaljskoga kruga:
"sada se može reći da je ozaljski književnojezični krug imao ne samo svoje pisce, nego i u Jurju Križaniću svojega gramatičara... sada se može reći da su Hrvati u XVII. stoljeću imali dvije gramatike i to tako da je jezik jugoistočnoga i sjeverozapadnoga kompleksa hrvatske književnosti dobio svoj gramatički opis."
Gramatika je Križanićeva dugo bila nepoznata i nije imala utjecaja ni na razvoj hrvatskoga knjiženoga jezika, a ni gramatologije. Prvi je put objavljena 1950. (makar se njome bavio i o njoj opširno pisao Vatroslav Jagić), a u naše vrijeme objavljena je transkribirana latinicom: 
Sabrana djela Jurja Križanića, knjiga 2, Juraj Križanić, Gramatično izkazanje ob ruskom jeziku, JAZU, Zagreb, 1894. izdanje je priredio Josip Hamm.

## Glazbeni radovi
Manje poznat kao glazbeni pisac Križanić je i na tom polju ostavio nekoliko radova. Tako je 1656. godine u Rimu objavljen njegov glazbeni spis od dvadeset teza Asserta musicalia nova prorsus mnia et a nullo antehac prodita.
U jednoj vrsti književnog oglasa što ga je objavio 1658. godine Juraj Križanić navodi još neke svoje glazbene radove: raspravu De modo facilitandi cantum ecclesiasticum (napisano 1657.) i dva izuma odnosno glazbena pomagala Tabulae novae, exhibentes musicam te spravu koju naziva Novum instrumentum ad cantus mira facilitate componendos, a trebala bi olakšavati zapisivanje glazbe i komponiranje. Ovi su radovi izgubljeni. Od Križanićevih djela koja se bave glazbom sačuvano je poglavlje De Musica iz neobjavljenog djela Politika, a koje se sastoji od dva dijela: Narratio u kojem obrađuje teme iz glazbene povijesti i Questiones de Musica, gdje rješava probleme crkvene i svjetovne glazbe te instrumentalne prakse.

## Vanjske poveznice
- Križanić, Juraj, Ivan Golub (2013.), hbl.lzmk.hr